# صدغ
الصُّدْغ (بالإنجليزية: Temple) هو المنطقة الواقعة خلف العين وأمام الأذن في كل جانب. يوجد تحت الجلد في هذه المنطقة عظم يدعى العظم الصُّدْغي والذي يشكل أحد عظام الجمجمة.